# عودة الاستقطاب

مضخة الصوديوم والبوتاسيوم

عودة الاستقطاب (بالإنجليزية: Repolarization)‏ في علم وظائف الخلايا هي قيام الخلية بإعادة بناء فرق جهد كهربائي بين داخل الخلية وخارجها يُدعى بالجهد الغشائي (لأنه ينشأ على جانبي الغشاء الخلوي). لتحقيق ذلك فإن الخلية تعمد إلى تغيير تراكيز الأيونات على جانبي غشائها الخلوي من خلال عملية نقل لأيونات الصوديوم من داخل الخلية إلى خارجها، ونقل أيونات البوتاسيوم من الخارج للداخل؛ وتستعين الخلية بمضحات أيونية مزروعة بالغشاء الخلوي مثل مضخة الصوديوم والبوتاسيوم (بالإنجليزية: Na+/K+-ATPASE or Sodium-potassium pump)‏ ومستهلكة لذلك مركبات الطاقة أدينوزين ثلاثي الفوسفات (بالإنجليزية: ATP)‏ بعملية نقل فعال لتصل إلى جهد الراحة والذي عادة ما يبلغ -70 ميلليفولت.
تفسح إعادة استقطاب الغشاء الخلوي المجال للمؤثرات العصبية والحيوية للتأثير على الغشاء الخلوي، ويشكل استقطاب الغشاء الخلوي الأساس الذي يعتمد عليه نقل الشارة الحيوية في الكائنات متعددة الخلايا من خلال ما يُسمّى بكمون الفعل، حيث أن الغشاء الخلوي بعد إزالة استقطابه لإحداث كمون الفعل، تحتاج لوقت لإعادة الاستقطاب حتى يمكن تحفيزها من جديد، وهذا ما يُدعى بدور الحران؛ وهي الفترة التي تكون الخلية غير قابلة للتحفيز لكونها تقوم بإعادة الاستقطاب في تلك الفترة.